# Покрајина Теруел
Покрајина Теруел (шп. Provincia de Teruel) је покрајина Шпаније у аутономној заједници Арагон. Главни град је Теруел.